# Sint Geertrui (Löwen)

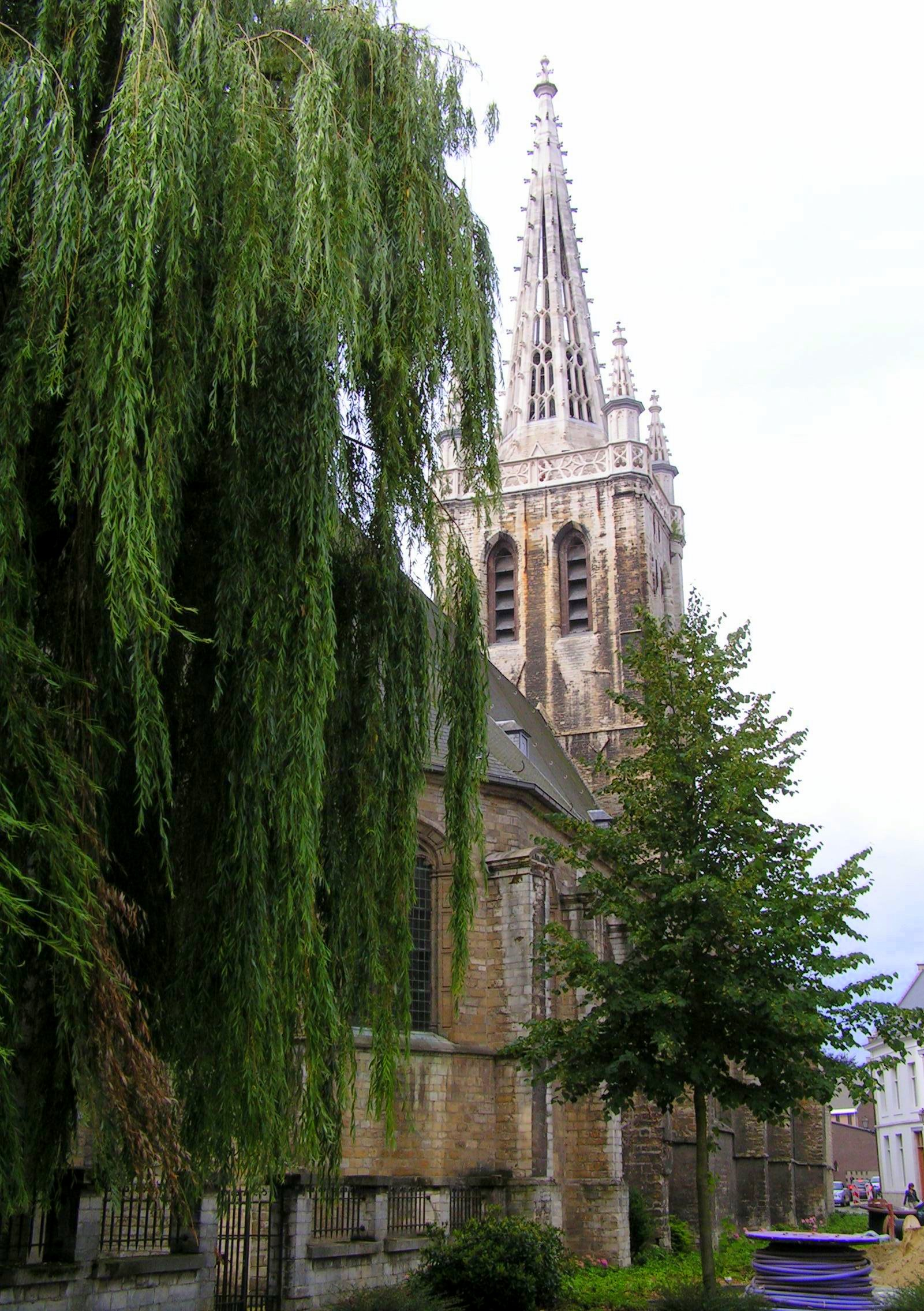
Sint Geertrui

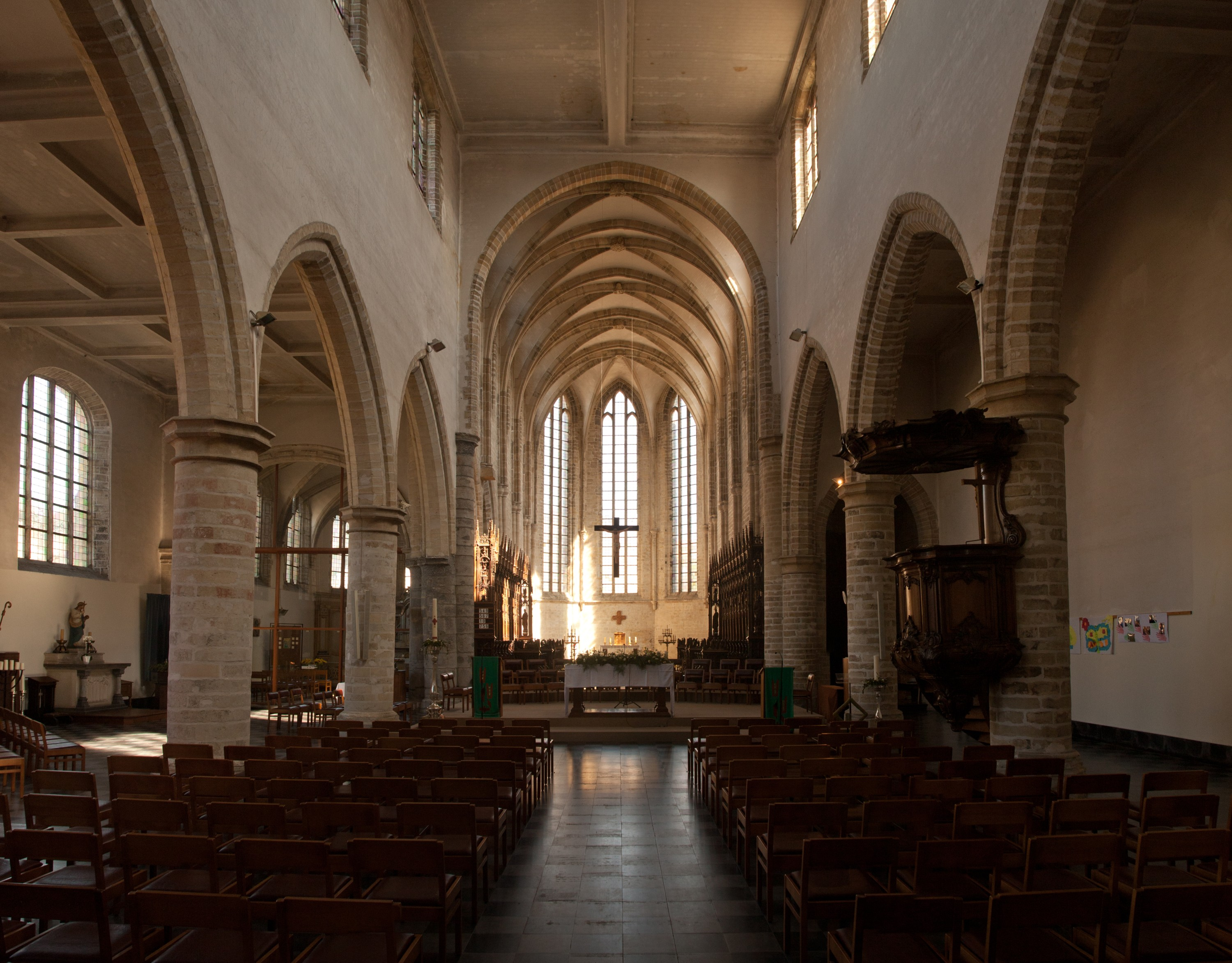
Blick durch den Innenraum

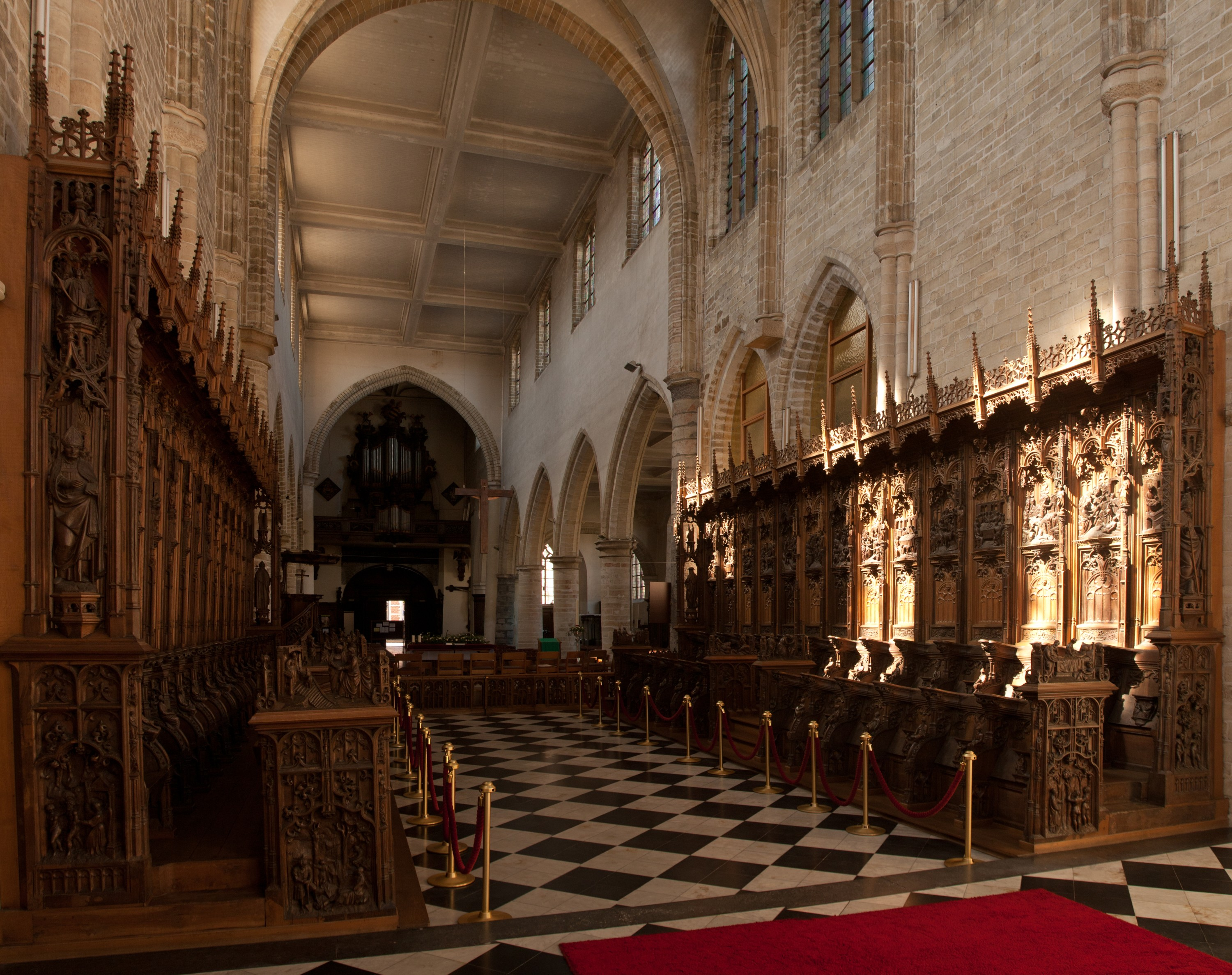
Blick durch das Hauptschiff

Sint Geertrui (deutsch: St. Gertrud oder St. Gertrudis) ist eine gotische Kirche und ehemalige Abtei in Löwen (Belgien). Sie liegt nördlich des Stadtzentrums im Kleinen Beginenhof. Berühmt wurde sie für ihren außergewöhnlichen Turm, der als eines der sieben Wunder von Löwen gilt.

## Geschichte
Sint Geertrui wurde vom 14. bis 16. Jahrhundert errichtet als Pfarrkirche und gleichzeitig als Kirche für die Augustinerabtei St. Gertrud, eine Abtei, die sich aus zwölf Regularkanonikern adeliger Abstammung zusammensetzte. Die Abtei wurde 1796 aufgehoben, das Gebäude unterteilt und zur Gewerbefläche umfunktioniert. Im Jahr 1919 wurde der Komplex zu einer Benediktinerinnenabtei. Im Ersten und im Zweiten Weltkrieg erlitt das Klostergebäude schwere Schäden und dient heute als Verwaltungs- und Wohngebäude. Auch die Kirche wurde 1944 durch einen Luftangriff bis auf den Turm und eine Kapelle zerstört, wobei auch das berühmte Chorgestühl aus der Übergangszeit zwischen Gotik und Renaissance verloren ging. Es konnte jedoch rekonstruiert werden und auch die Pfarrkirche wurde bis zum Jahr 1953 wieder aufgebaut.

## Architektur
Das bemerkenswerteste an Sint Geertrui ist ihr einzigartiger 71 m hoher Turm mit durchbrochener Helmspitze, erbaut vom flämischen Architekten Jan van Ruysbroeck († um 1485), der auch den Belfried des Brüsseler Rathauses errichtet hatte. Diese Spitze verleiht dem Turm ein filigranes Äußeres, da man zwischen den Steinstreben durch das Bauwerk hindurchsehen kann. Der Turm von Sint Geertrui zählt zu den „sieben Wundern von Löwen“, da er ohne einen einzigen Nagel erbaut wurde. Er beherbergt außerdem ein Glockenspiel aus dem 18. Jahrhundert.
Im Inneren der Kirche sind die Arkaden aus Kalksandstein, die ältesten Pfeiler allerdings noch aus Doorniker Blaustein.
Die mittelalterlichen Holzgewölbe gingen im Zweiten Weltkrieg verloren.

## Orgel
Die Orgel wurde 1713 von dem Orgelbauer C. Penceler erbaut. Das rein mechanische Instrument ist weitgehend original erhalten. Es hat 23 Register auf zwei Manualwerken und Pedal.
| I Rückpositiv C–g3 |              |       |
| 1.                 | Bourdon      | 8′    |
| 2.                 | Salicional   | 8′    |
| 3.                 | Prestant     | 4′    |
| 4.                 | Flûte        | 4′    |
| 5.                 | Flageolet    | 2′    |
| 6.                 | Larigot      | 1 ⁄3′ |
| 7.                 | Voix humaine | 8′    |
| 8.                 | Hautbois     | 8′    |
|                    | Tremulant    |       |

| II Hauptwerk C–g3 |                 |       |
| 9.                | Bourdon         | 16′   |
| 10.               | Montre          | 8′    |
| 11.               | Bourdon         | 8′    |
| 12.               | Viola da gamba  | 8′    |
| 13.               | Prestant        | 4′    |
| 14.               | Flûte Champetre | 4′    |
| 15.               | Larigot         | 1 ⁄3′ |
| 16.               | Doublette       | 2′    |
| 17.               | Voix humaine    | 8′    |
| 18.               | Fourniture III  |       |
| 19.               | Cornet IV       |       |
| 20.               | Trompette (B/D) | 8′    |
| 21.               | Clairon         | 4′    |

| Pedal C–f1 |          |     |
| 22.        | Soubasse | 16′ |
| 23.        | Montre   | 8′  |

- Koppeln: I/II, I/P, II/P